# فرودگاه سینوپ
فرودگاه سینوپ (به انگلیسی: Sinop Airport) یک فرودگاه همگانی با کد یاتا SIC است . این فرودگاه در کشور ترکیه قرار دارد .